# Киевская музыкальная школа имени Николая Лысенко
Киевский государственный музыкальный лицей имени Николая Витальевича Лысенко (укр. Київський державний музичний ліцей імені М. В. Лисенка) при Национальной музыкальной академии Украины имени П. И. Чайковского — среднее специальное музыкальное училище в Киеве. Одна из четырёх школ такого формата в Украине. 
Основной целью школы является подготовка высокопрофессиональных музыкантов. В школе учащиеся получают специальное музыкальное образование одновременно с общим средним образованием.

## История

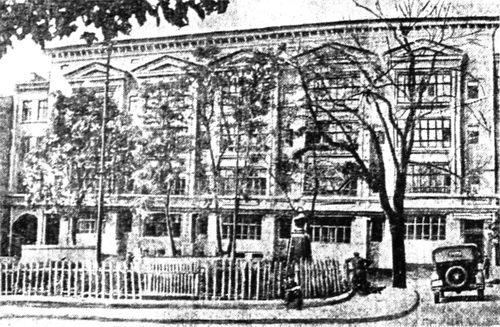
Старая школа, 1930 год

В 1934 году при Киевской государственной консерватории им. П. И. Чайковского (ныне Национальная музыкальная академия Украины им. П. И. Чайковского) была открыта музыкальная десятилетняя средняя школа как профессиональное учебное заведение для одарённых детей. В 1944 году школе присвоено имя композитора Николая Витальевича Лысенко, основателя украинского профессионального музыкального искусства.
В течение своего существования школа подготовила более 3000 победителей международных и всеукраинских конкурсов.
В школе преподавали такие известные мастера музыки, как: К. Михайлов, А. Луфер, А. Янкелевич, И. Сливак, В. Яблонский. В данный момент в школе работают 2 члена-корреспондента Академии искусств Украины, 1 лауреат Национальной премии Украины им. Т. Г. Шевченко, 3 народных артиста Украины, 16 заслуженных артистов Украины, 4 заслуженных деятеля искусств Украины, 2 заслуженных работника культуры Украины, 12 профессоров, 10 доцентов, 4 доктора наук, 4 кандидата наук. Более 35 лет школой руководил Валентин Афанасьевич Шерстюк, заслуженный деятель искусств Украины, профессор Национальной музыкальной академии Украины им. П. И. Чайковского.
С июня 2019 директором школы является заслуженный деятель искусств Украины, доктор культурологии, профессор С. М. Волков. Именно он, в целях поддержки и сохранения, инициировал внесение системы образования лицея имени Н. В. Лысенко в Национальный перечень элементов нематериального культурного наследия Украины.

## Руководство
Ниже перечислены руководители школы:
- Директор — С. М. Волков[укр.], Заслуженный деятель искусств Украины, профессор, доктор наук
- Заместитель директора по учебной работе (специальний цикл) — Ольга Александровна Савицкая, Заслуженный работник культуры Украины
- Заместитель директора по учебной работе (общеобразовательный цикл) — Юлия Васильевна Швец
- Заместитель директора по административно-хозяйственной работе — Игорь Вячеславович Грибов
- Старший воспитатель интерната — Влада Станиславовна Лановская
- Главный бухгалтер — Дмитрий Николаевич Яковенко

## Выдающиеся выпускники
- Лилиан Акопова (род. 1983) — украинская пианистка.
- Александр Чарльзович Гоноболин (род. 1953) — Народный артист Украины (2018), Заслуженный артист Украины, скрипач, дирижёр, композитор.
- Леся Васильевна Дычко (род. 1939) — советский и украинский композитор, Народная артистка Украины (1995), Заслуженный деятель искусств УССР, лауреат Государственной премии УССР имени Т. Г. Шевченко (1989).
- Вадим Владимирович Дубовский (род. 1964) — украинский и американский певец и актёр.
- Владимир Маркович Кожухарь (1941—2022) — советский и украинский дирижёр, народный артист РСФСР (1985) и Украины (1993).
- Юрий Николаевич Кот (род. 1966) — украинский пианист, лауреат международных конкурсов, Народный артист Украины (2019), Заслуженный артист Украины (1995).
- Тарас Гаринальдович Петриненко (род. 1953) — украинский музыкант, певец, композитор, поэт.
- Николай Петрович Сук (род. 1945) — советский и украинский пианист, Заслуженный артист УССР (1973).
- Максим Олегович Тимошенко (род. 1972) — хоровой дирижер, украинский общественный деятель и ученый-культуролог, Заслуженный деятель искусств Украины, ректор Национальной музыкальной академии Украины имени П. И. Чайковского.
- Ян Абрамович Френкель (1920—1989) — советский композитор-песенник, певец, скрипач, гитарист, пианист, актёр; народный артист СССР (1989), лауреат Государственной премии СССР (1982).
- Людмила Евгеньевна Цвирко (1935—2006) — советская и украинская пианистка и преподаватель, заслуженная артистка УССР (1989).
- Владимир Яковлевич Шаинский (1925—2017) — советский и российский композитор, пианист, певец, скрипач, актёр; народный артист РСФСР (1986), Лауреат Государственной премии СССР (1981) и премии Ленинского комсомола (1980).
- Игорь Наумович Шамо (1925—1982) — украинский советский композитор, народный артист Украинской ССР (1975), лауреат Государственной премии УССР имени Т. Г. Шевченко (1976).
- Вадим Тимурович Холоденко (род. 1986) — украинский пианист.